# 도나텔라 베르사체
도나텔라 베르사체(Donatella Versace, 1955년 5월 2일 ~ )는 이탈리아의 패션 디자이너로, 패션 브랜드 베르사체 그룹 부회장이자 수석 디자니어이다. 그룹 주식 지분 20%를 보유하고 있다. 브랜드 창업자 겸 패션 디자이너 잔니 베르사체의 동생이다.